# 米歇尔·皮埃尔-路易
米歇尔·皮埃尔-路易（法語：Michèle Pierre-Louis），女，生于1947年10月5日，是海地穆拉托人出身的经济学家。2008年9月，她出任海地总理，是海地第二位女总理。
皮埃尔－路易斯自1995年以来，担任乔治·索罗斯资助的非政府组织知识和自由基金会的执行主任。2008年4月，海地因食品涨价引发全国骚乱，4月12日，雅克·爱德华·亚历克西总理被参议院免职，总统勒内·普雷瓦尔提名皮埃尔－路易斯为总理。在经过几次投票后，新政府获得众议院和参议院批准，于9月5日就职。皮埃尔－路易斯兼任司法和公安部长。
2009年10月30日海地参议院举行会议，投票通过解除总理皮埃尔－路易斯的职务。一些议员指责皮埃尔－路易斯在海地去年连续遭到热带风暴和飓风袭击后，未能有效利用资金进行灾区重建。还有议员批评皮埃尔－路易斯在任职期间未能提高本国民众的生活水平。
| 前任： 雅克·爱德华·亚历克西 | 海地总理 2008年-2009年 | 繼任： 贝勒里夫 |